# Les Mômes de la cloche / L’étranger
A Les Mômes de la cloche / L'étranger Édith Piaf első kislemeze volt. 1935. december 18-án vette fel a Polydor Records hanglemezgyárnál, amely 1936 januárjában adta ki. Két dal szerepel a lemezen, a Les Mômes de la cloche (Utcagyerekek), és a L'étranger (Az idegen). Az zenéket harmonika és zongora kíséri. Zongorán játszott Walter Joseph.

## Dalok
| 1.    | Les Mômes de la cloche (A oldal) | Vincent Scotto, Decaye | 3:05 |
| 2.    | L'étranger (B oldal)             | Juel, Monnot, Malleron | 3:26 |
| 06:31 |                                  |                        |      |